# عرجون مدقي
عرجون مِدَقي (الاسم العلمي: Podaxis pistillaris)،هو أحد أقارب الفطر النفاث المميزة جدًا. يُعرف عادة باسم لِبدَة الصحراء الشعثاء، لأنه يحمل تشابهًا سطحيًا مع اللبدة الشعثاء، مروث أهلب؛ يفتقر هذا النوع إلى الخياشيم التي تذوب السوائل، ولا يرتبط الاثنان ارتباطًا وثيقًا ببعض. يصل ارتفاعه إلى 15 سم، وله ساق خشبية صلبة. ينقسم الغطاء الكبير، الذي يحمي الأنسجة الحاملة للأبواغ، ويسقط عادة عند النضج، مما يسمح للجراثيم بالانتشار عن طريق الرياح. وقد تظهر أعداد كبيرة بعد هطول الأمطار. يزدهر في المناطق الصحراوية وشبه الصحراوية في إفريقيا وآسيا وأستراليا وأمريكا، وغالبًا ما يوجد على تلال النمل الأبيض في جنوب إفريقيا. في جزر هاواي، تشواهد بشكل متكرر على طول جوانب الطرق وفي المناطق المضطربة على الجوانب الجافة من الجزر، خاصة في منطقة كونا في هاواي ومنطقة كيهي في ماوي. في بعض أجزاء اليمن يُستخدم لعلاج الأمراض الجلدية، وفي الصين لعلاج الالتهابات . وفي بلدان أخرى، مثل الهند وأفغانستان والمملكة العربية السعودية، يُستخدم غذاءًا. في أستراليا، يُستخدم الفطر من قبل العديد من سكان الصحراء الأصليين لتغميق الشعر الأبيض في شوارب الرجال المسنين، وتُطلا به الأجسام لطرد الذباب.